# Görlitzer Park
Der Görlitzer Park, umgangssprachlich auch „Görli“ genannt, zählt zu den großen Parks und Naherholungsgebieten im Berliner Ortsteil Kreuzberg. Er wurde in den späten 1980er und frühen 1990er Jahren nach dem Abriss der Bahnanlagen des alten Görlitzer Bahnhofs angelegt. Den Namen Görlitzer Bahnhof trägt seitdem nur noch der in der Nähe gelegene U-Bahnhof Görlitzer Bahnhof. Im 14 Hektar großen Görlitzer Park gibt es unter anderem einen Kinderbauernhof, mehrere Sport-, Spiel- und Bolzplätze, zwei Aussichtsberge und einen kleinen See. Der Park wird von der Berliner Polizei als kriminalitätsbelasteter Ort geführt.

## Geschichte

### Stilllegung des Bahngeländes

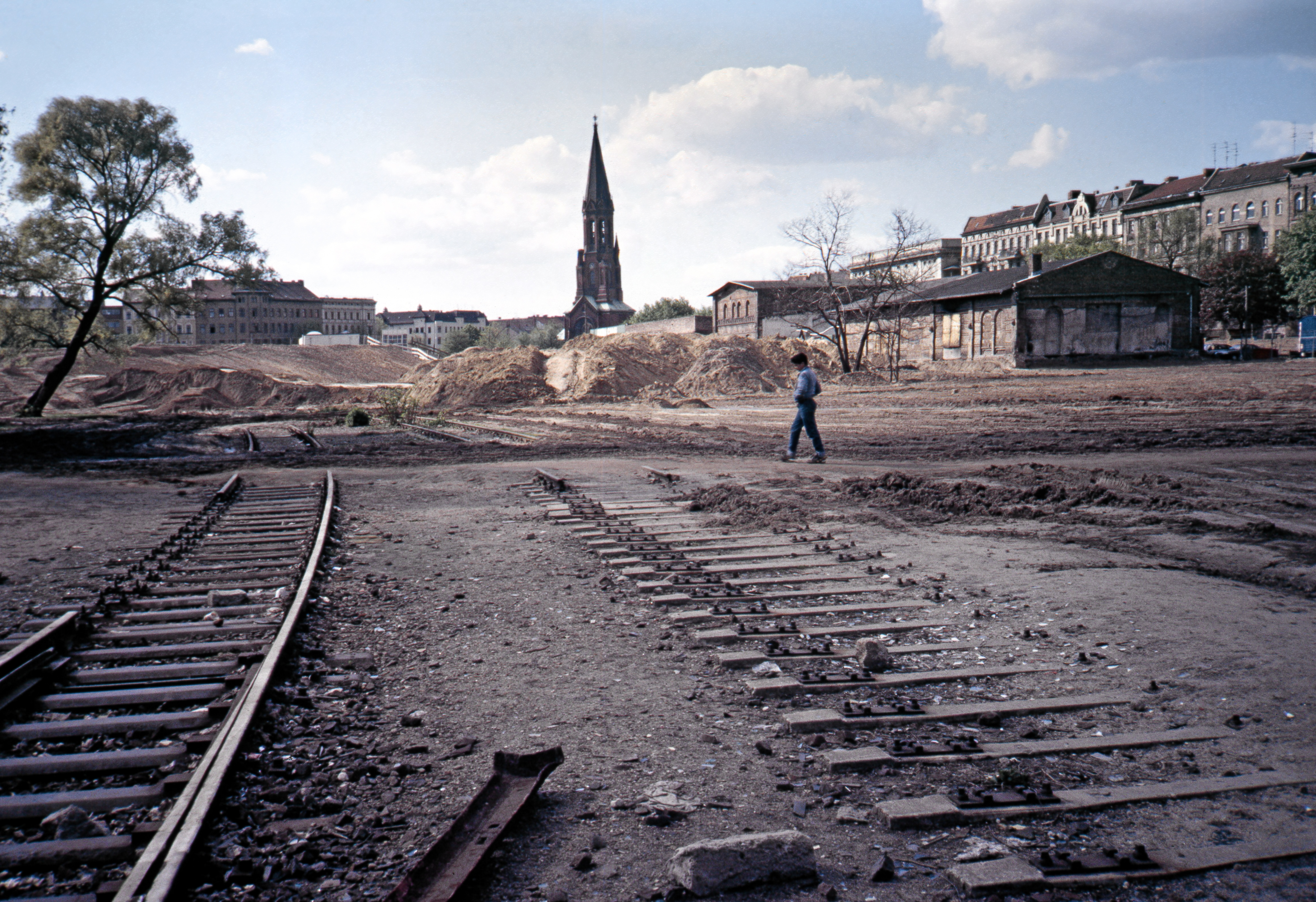
Das letzte Gleis, Mai 1987

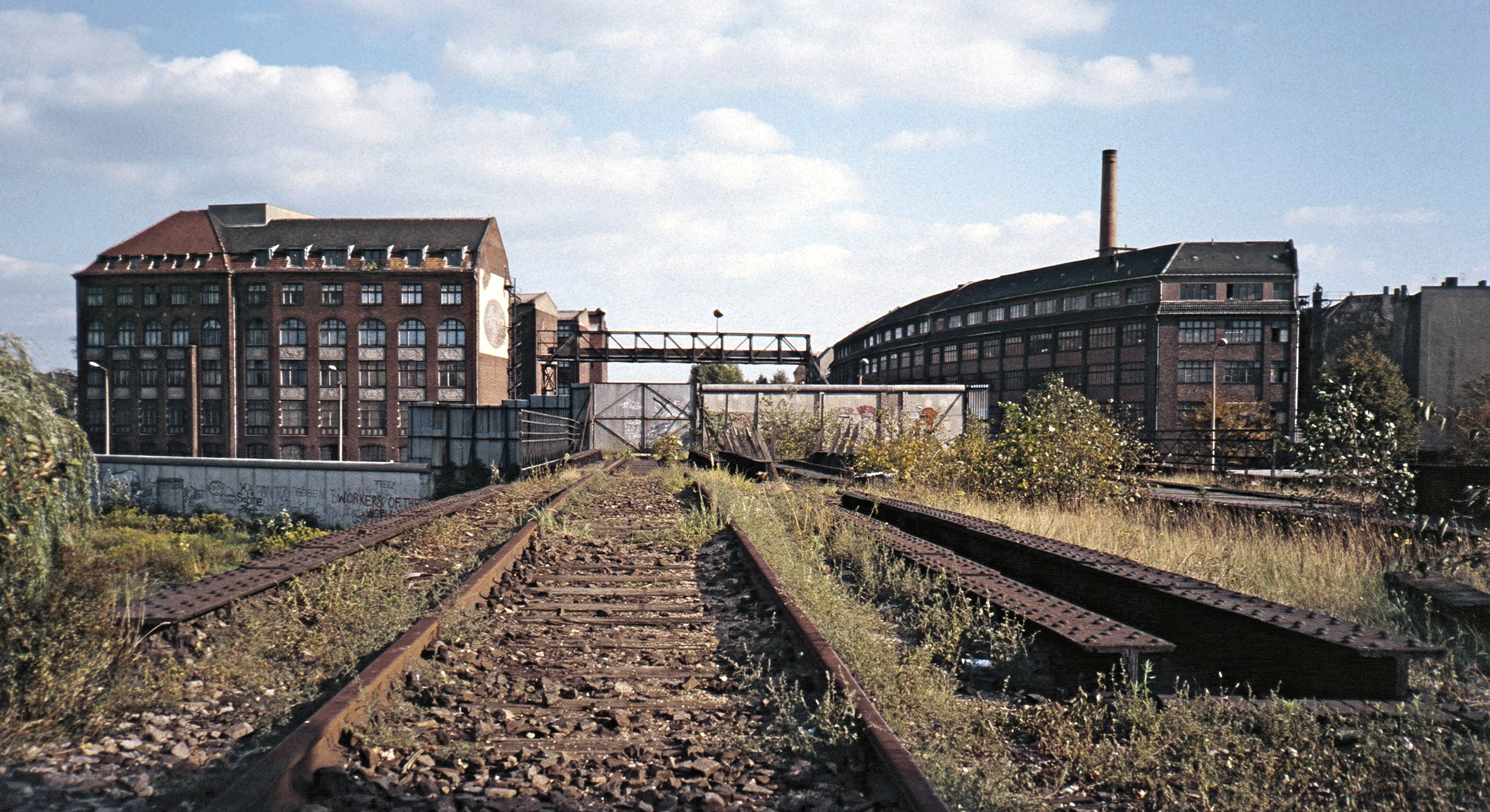
Tor für die Güterzüge und Beschaubrücke der DDR-Grenzsoldaten

Am 29. April 1951 war der Personenverkehr im Görlitzer Bahnhof endgültig eingestellt worden. Das in der Schlacht um Berlin Ende April 1945 zerstörte klassizistische Bahnhofsgebäude wurde auf Betreiben des damaligen Bausenators Rolf Schwedler (SPD) trotz Bürgerprotesten vieler Anwohner am 24. Oktober 1962 gesprengt und abgerissen, um einer Neubebauung des nicht mehr benötigten Bahngeländes Platz zu machen.
In der Nachkriegszeit befanden sich auf dem Gelände riesige Kohlenhalden. Von hier aus wurde ein Teil Berlins mit Brennmaterial versorgt. Bis 1985 verkehrten über die Verbindung noch Güterzüge zu auf dem Bahnhofsgelände ansässigen Betrieben (Kieslager, Lagerschuppen einer Spedition, Schrottplatz). An der Landwehrkanalbrücke war dafür extra ein Grenzübergang eingerichtet worden. Reste der eisernen Beschaubrücke an dieser Stelle sind bis heute erhalten. Heute erinnern ein kurzes Stück Gleis östlich der Kanalbrücke und zwei ehemalige Güterschuppen im Görlitzer Park an die ehemalige Nutzung als Bahnhof.

### Vorgeschichte der Parkgestaltung
Die Bürger- und Hausbesetzerbewegung in Kreuzberg forderte bereits Anfang der 1980er Jahre die Anlage eines Görlitzer Stadtparks. Im Frühjahr 1983 stand eine „Begrünung“ an:

„Der Nordteil des Geländes vom Görlitzer Ufer längs der Görlitzer Straße bis zur Fatih-Moschee könnte dann zumindest provisorisch begrünt werden. ‚Damit überhaupt eine Vegetation entsteht, eine Gestaltung findet noch nicht statt. […] Deswegen bräuchten die Bürger auch noch nicht beteiligt zu werden.‘ (Gartenbauamt)“

Zu diesem Zeitpunkt wurde der ölverseuchte Boden der ehemaligen Schrottpresse ausgetauscht. Es befand sich noch Gewerbe auf dem Platz (Kohleversorgung). Die verantwortliche Reichsbahnvermögensverwaltung hatte sich jedoch kooperativ gezeigt und „am südlichen Geländerand entwickelte sich der Kinderbauernhof munter voran. Material- und Futterspenden von umliegendem Gewerbe fließen reichlich, der Bulldozer vom Zementwerk kam ab und an zum Planieren gespendeten Mutterbodens vorbei. Nur beim Geld für die Geländepacht hapert’s noch sehr.“
Die Zustimmung des Umwelt- und des Finanzsenators stand zu jenem Zeitpunkt noch an.
Seit Ende der 1970er Jahre setzten sich Anwohnerinitiativen für ein eine schrittweise Verwandlung der Brachfläche in einen öffentlich zugänglichen Park ein. Nicht alle Kreuzberger unterstützten die Umgestaltungspläne: Im November 1987 wurden zwei für Bodensanierungsarbeiten eingesetzte Bagger von der Gruppe „Wildwuchs 36“ angezündet; in einem Schreiben wandte sie sich gegen die „studierte Verplanung“ der Freifläche. Die Täter wurden nie ermittelt, während sich die Parkinitiative deutlich von der Tat distanzierte und Protestversammlungen organisierte.

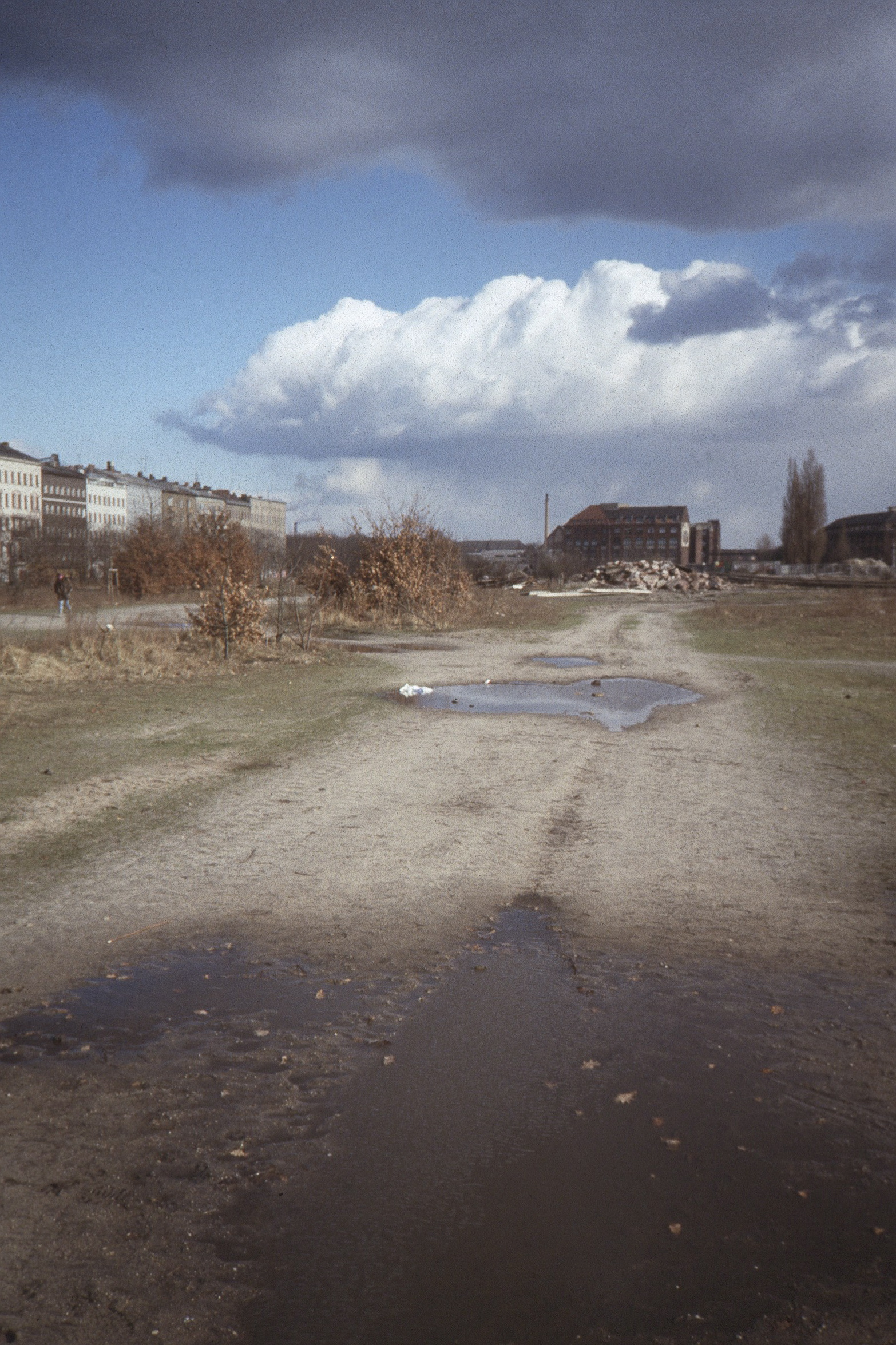
Blick nach Südosten, 1987
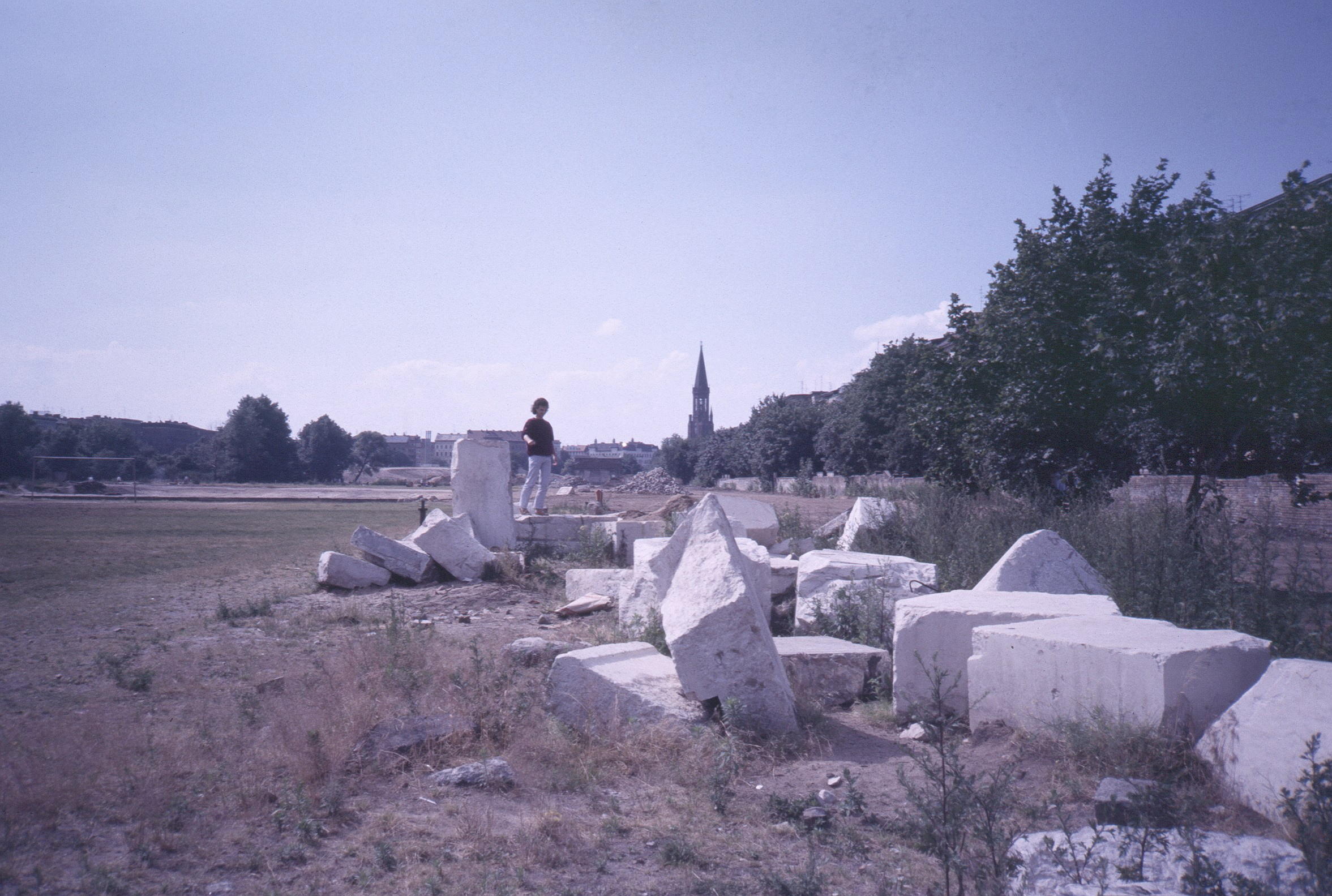
Park im Entstehen, um 1987
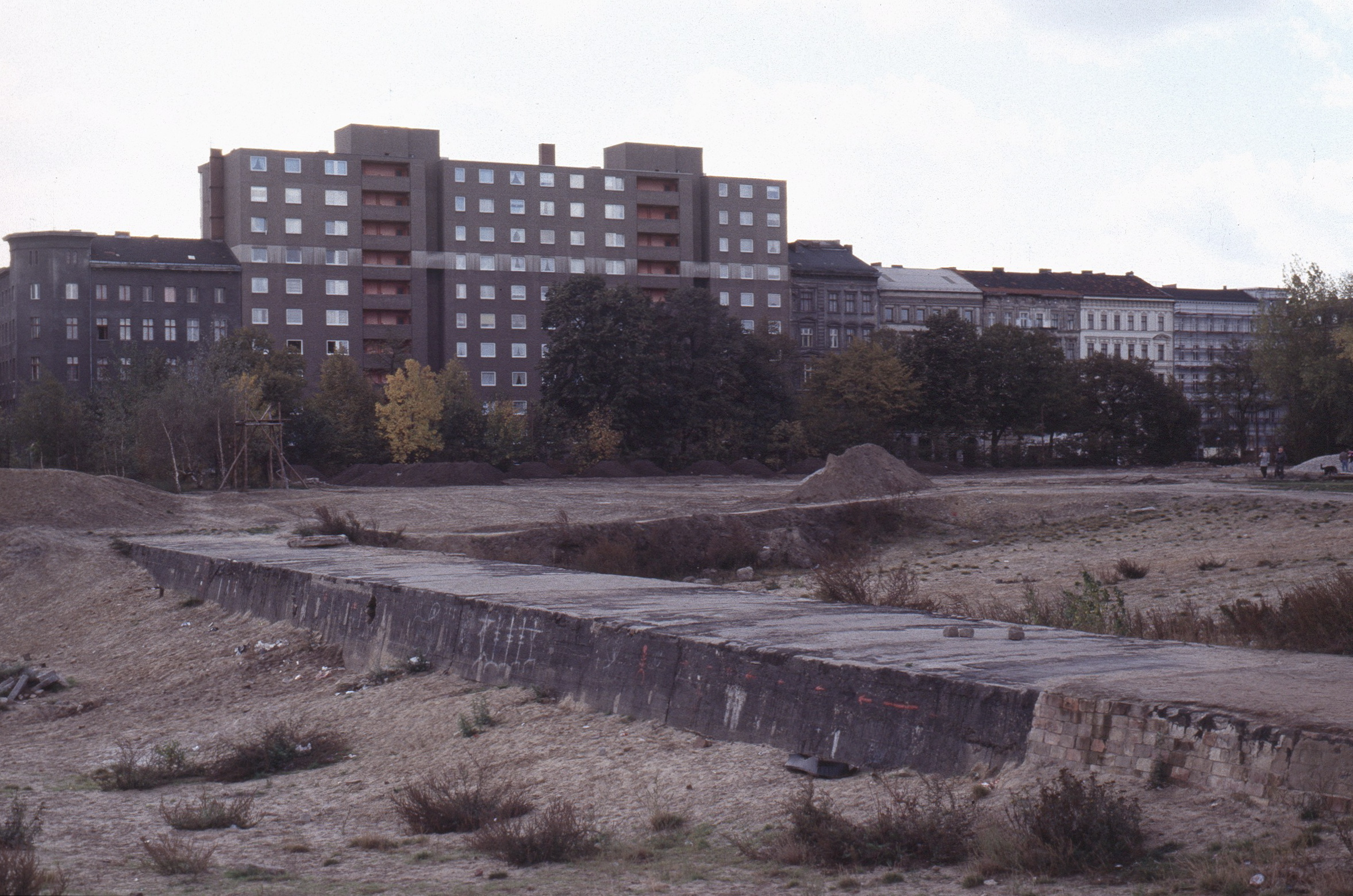
Decke des freigelegten Fußgängertunnels „Harnröhre“, 1989
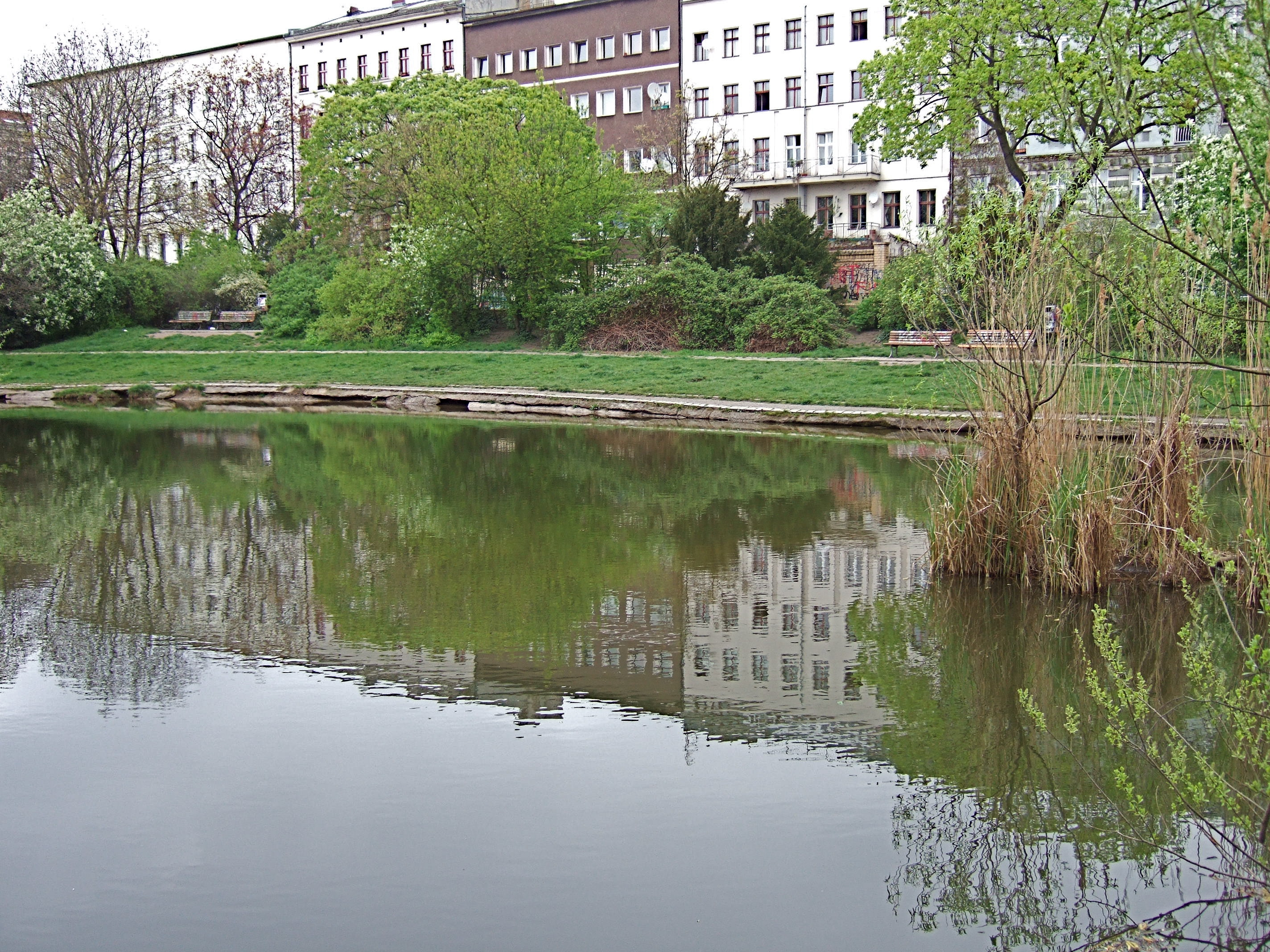
„Hundesee“ auf dem Gelände des früheren Schrottplatzes

### Kinderspielplatz
Nach Angabe des Südost-Express hatte schon 1979 auf Initiative des ‚Vereins SO 36‘ „das Bezirksamt Kreuzberg das 4000 m²-Grundstück gemietet“. Das Bauamt wollte das Gelände jedoch als Bauplatz für das Spreewald-Bad nutzen. „Mehr als 1000 Unterschriften wurden bisher für diesen Spielplatz gesammelt. […] [Nach Verhandlungen] will sich jetzt das Bezirksamt um eine Lösung bemühen, die sowohl einen Bauplatz als auch einen Kinderspielplatz auf dem Görlitzer Bahnhof möglich macht.“

### Der Park seit den späten 1980er Jahren
Ende der 1980er Jahre wurde dann auf dem ehemaligen Bahngelände ein Stadtteilpark nach Plänen der Freien Planungsgruppe Berlin errichtet. Heute erinnern nur noch Gleisreste, die Reste eines Fußgängertunnels, die ehemalige Einfassungsmauer und drei umgenutzte Güterschuppen im Görlitzer Park an die ehemalige Bahnhofsnutzung.
Im Süden des heutigen Parks verbanden mehrere Eisenbahnbrücken das Bahnhofsgelände mit dem Bezirk Treptow, von denen noch eine erhalten ist und als Fußgängerbrücke direkt vom Park südlich der Lohmühleninsel über den Landwehrkanal führt. Über diese Brücke reicht ein Grünzug auf der ehemaligen Bahntrasse parallel zur Kiefholzstraße bis tief nach Alt-Treptow hinein, sodass Radfahrern und Fußgängern eine fast durchgehende Parkverbindung vom Lausitzer Platz durch den Görlitzer Park bis zum Treptower Park zur Verfügung steht. Bis zum Mauerfall verlief am Landwehrkanal die Berliner Mauer. Ebenfalls im südlichen Teil des Geländes, in der vom Görlitzer Ufer und der Wiener Straße gebildeten Ecke, befand sich ein Lokschuppen mit Drehscheibe. An dieser Stelle befindet sich heute ein Aussichtshügel mit Rutsche und einer rund 80 m langen Rodelbahn. Der Park grenzt im nord-/nordöstlichen Bereich an den Wrangelkiez.

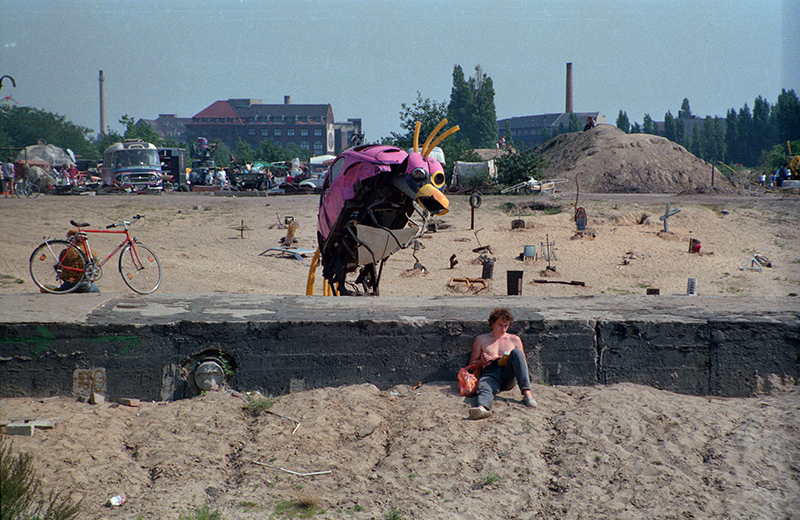
Mulde vor dem Abriss des Fußgängertunnels mit Kunstobjekten der Mutoid Waste Company, 1989
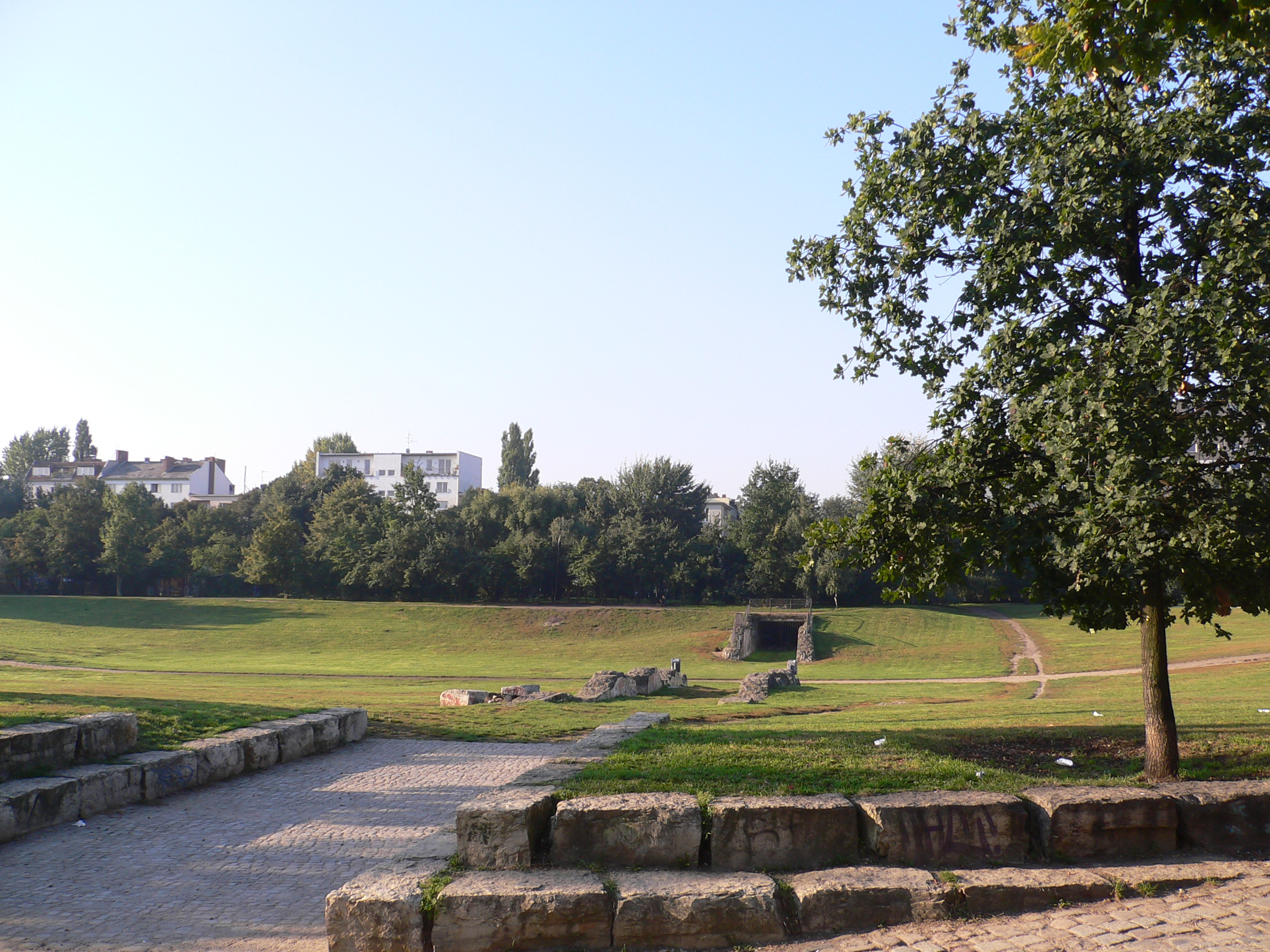
Reste des Fußgängertunnels, 2005
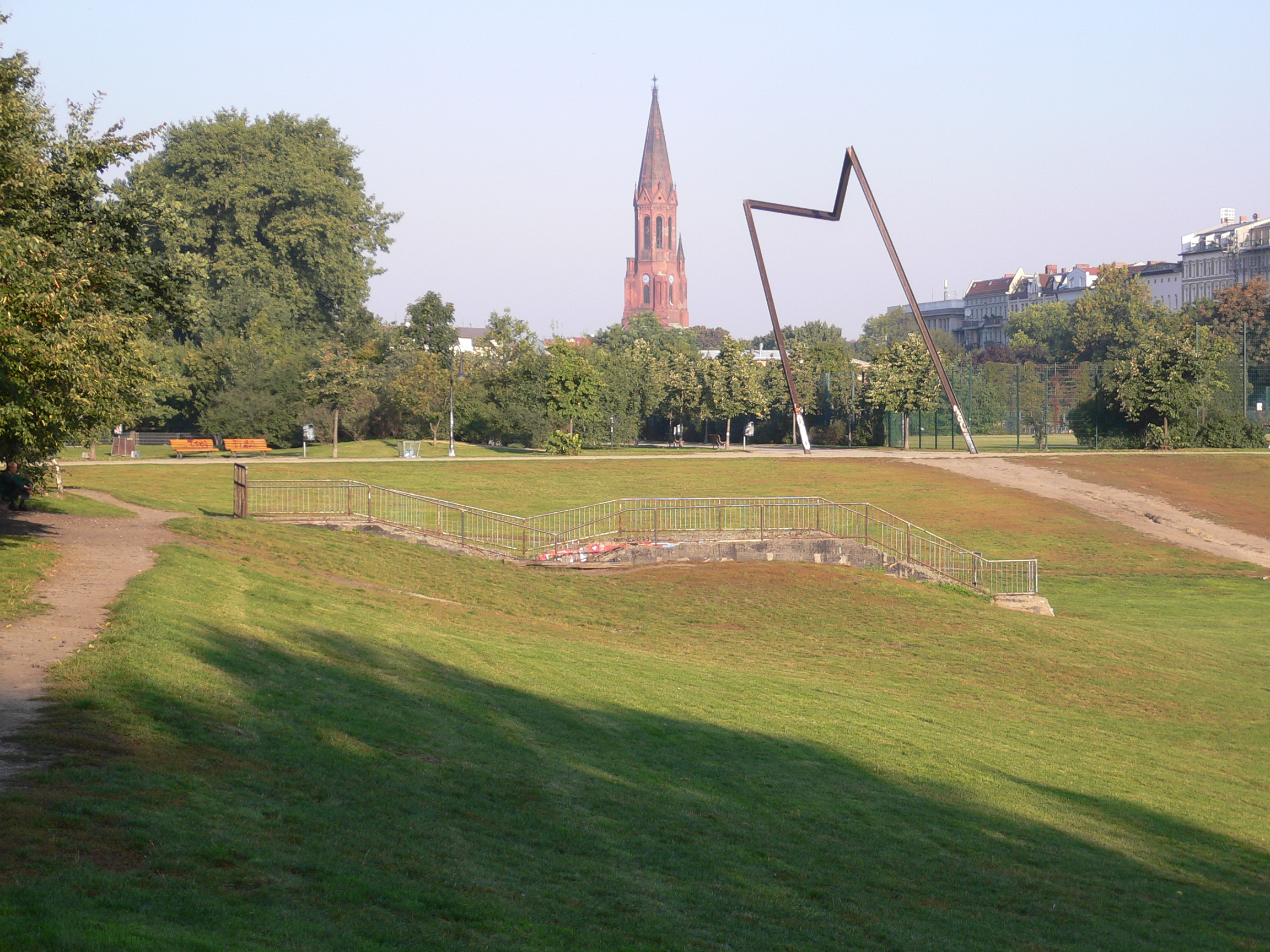
Skulptur Schreitender Mensch, hinten die Emmaus-Kirche
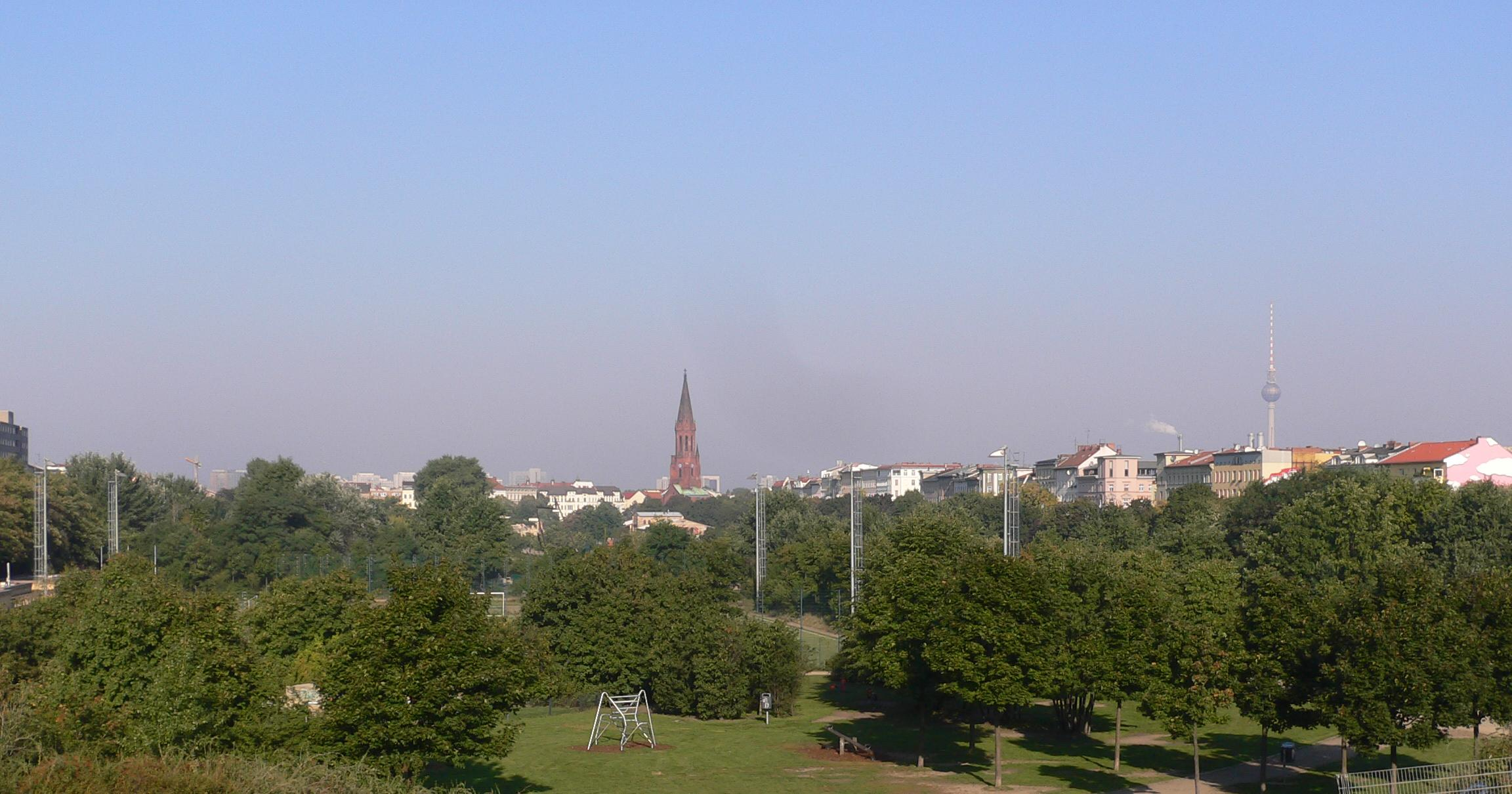
Vom Rodelberg aus gesehen, hinten rechts der Fernsehturm

Der Görlitzer Tunnel (im Berliner Volksmund unter seinem Spitznamen Harnröhre bekannt) war bis mindestens Ende 1989 noch begehbar und wich mit der Öffnung des Parks einer großen Mulde in der Mitte des Parks, die eine Art natürliche Arena bildet. Die ehemaligen Tunnelmauern wurden als Gestaltungselement mit einbezogen und sind noch heute erkennbar. Auf der Westseite der Mulde steht die mit 14 m Höhe weithin erkennbare, aus Stahlträgern gefertigte Skulptur Schreitender Mensch von Rüdiger Preisler.

## Lage und Beschreibung

### Begrenzungen
Im Nordwesten des Geländes liegt der Spreewaldplatz, der ehemalige Bahnhofsvorplatz mit dem Bad am Spreewaldplatz, das 1984–1987 nach Plänen des Architekturbüros Christoph Langhof erbaut wurde. Im Norden schließt der Lausitzer Platz mit der zwischen 1890 und 1893 nach Planungen von August Orth erbauten Emmauskirche das Gebiet ab, getrennt vom Park durch ein Viadukt der auf der heutigen Skalitzer Straße verlaufenden Hochbahntrasse der ersten Berliner U-Bahn. Im Süden grenzt das Gelände an den Landwehrkanal und damit an den Ortsteil Alt-Treptow.

### Ehemaliger Pamukkale-Brunnen und Pläne für die Neugestaltung des Parks

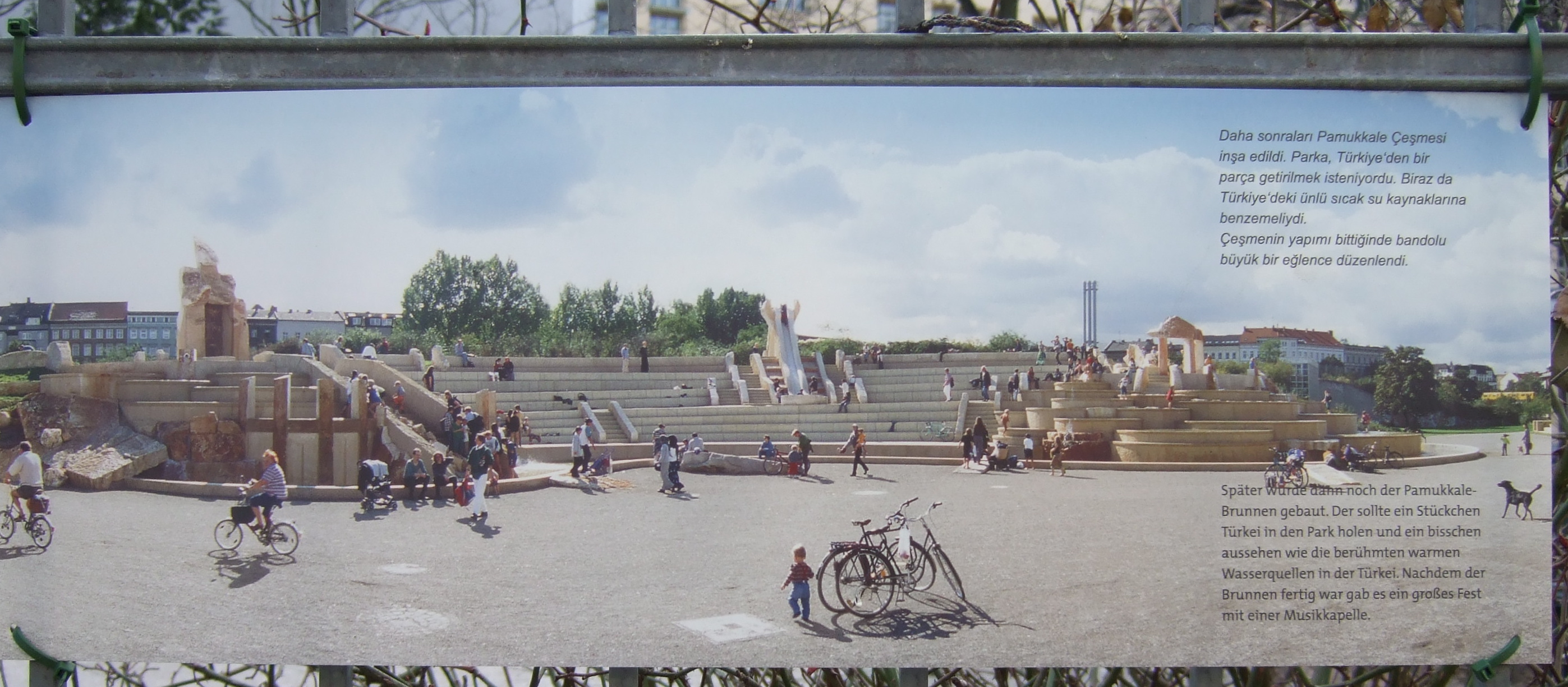
Pamukkalebrunnen nach der Fertigstellung auf einer Infotafel zum Görlitzer Park

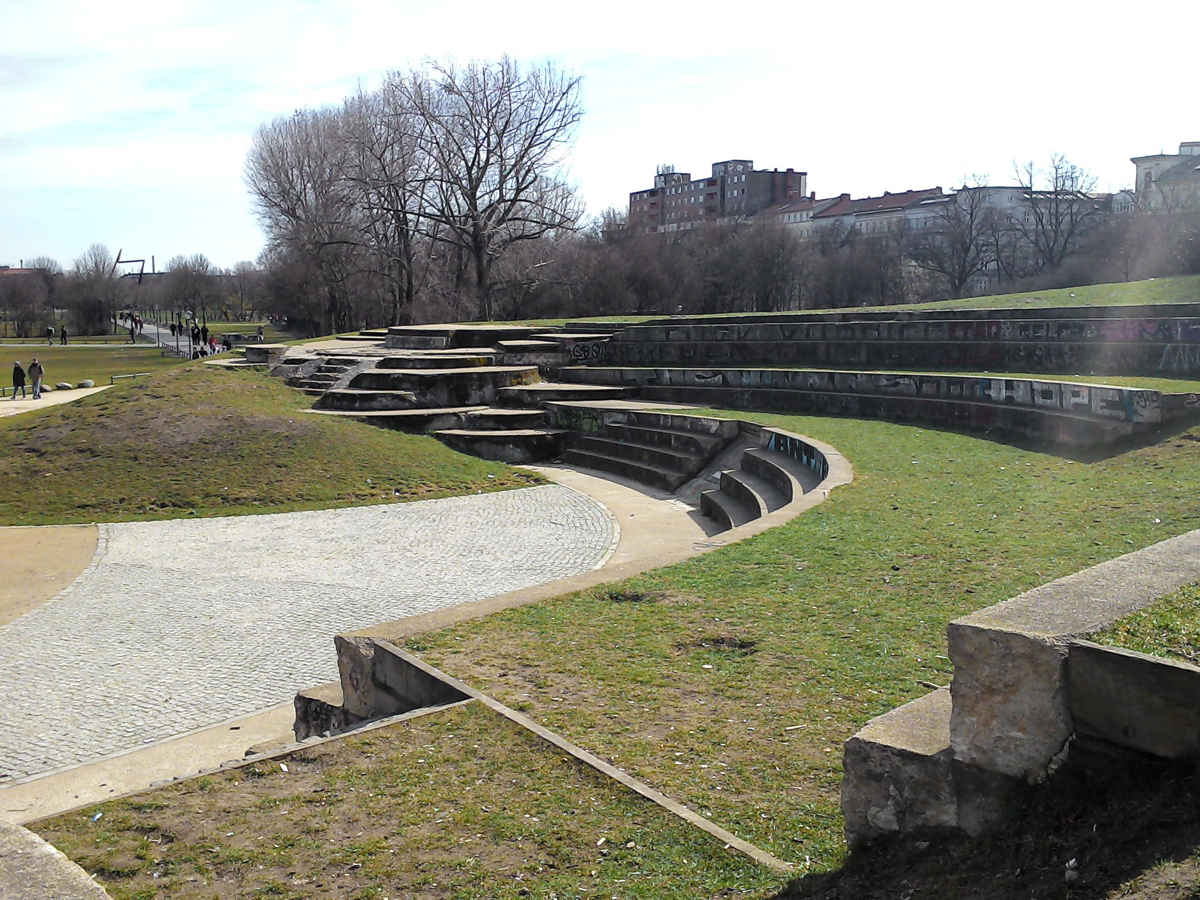
An ein Amphitheater erinnernde Terrassengestaltung

Eines der wesentlichen Gestaltungselemente des Görlitzer Parks war die vom Bildhauer Wigand Witting geschaffene Nachbildung der berühmten türkischen Sinterterrassen von Pamukkale, der Pamukkalebrunnen, der 1994–1997 auf der Rückseite des Spreewaldbades in den Hang gebaut und 1998 eingeweiht wurde. Die Anlage gilt als Erinnerungsort für die zahlreichen Kreuzberger Mitbürger aus der Türkei. Aufgrund einer fehlerhaften Unterkonstruktion und mangelnder Entwässerung der Fundamente sowie einer falschen Prüfweise für die aus Portugal stammenden Kalksteine, aus denen die Terrassenstücke von dem Bildhauer Wigand Witting und seinem Team geschlagen wurden, erlitt die Anlage bereits im ersten Winter so starke Schäden, dass sie aus Sicherheitsgründen gesperrt werden musste. Lange wurde um die Sanierung und Wiederherstellung gestritten. Im Oktober 2000 verurteilte ein Gericht den Künstler zu einer Schadenersatzzahlung in Höhe von 1,1 Millionen Euro, das Urteil wurde im November 2008 in letzter Instanz bestätigt. Im Herbst 2009 wurde der zerbröselte Brunnenaufbau samt seiner zum damaligen Zeitpunkt noch intakten Skulpturen abgetragen. Der Abriss der mächtigen Stein-Skulpturen war umstritten und führte zu demonstrativen Aktionen aufgebrachter Kunstliebhaber und Anwohner. So gossen unbekannte Aktivisten anschließend große Mengen roter Farbe die Terrassenlandschaft hinunter, als Zeichen der Ausblutung eines für die Integration und Vielfalt der Kulturen in Berlin bedeutsamen Kunstwerks. Die übriggebliebenen Beton-Terrassen wurden zunächst mit Kunstrasen ausgelegt und bildeten eine Sitzgelegenheit. 2009 war der endgültige Abriss nicht mehr aufzuhalten; das Bezirksamt Friedrichshain-Kreuzberg rief in diesem Jahr eine Ideenwerkstatt zur anderweitigen Verschönerung des Parks ins Leben. Unter anderem gab es den Vorschlag, Essbare Landschaften zu gestalten, also mindestens 20–30 Obstbäume zu pflanzen. Die Finanzierung der Pflanzaktion sollte über Privatleute oder Stiftungen erfolgen. Aus dieser Idee entwickelte sich die Streuobstwiese.
2016 veröffentlichte das Bezirksamt ein Handlungskonzept Görlitzer Park, entstanden in Zusammenarbeit des Grünflächenamtes, des Integrationsbeauftragten, von Vereinen, Anwohnern, Mitgliedern der Anwohnerinitiative – als AG Görlitzer Park. Der nach einer umfassenden Bestandsaufnahme daraus entstandene 10-Punkte-Plan wird seitdem in kleinen Schritten realisiert.

### Streuobstwiese

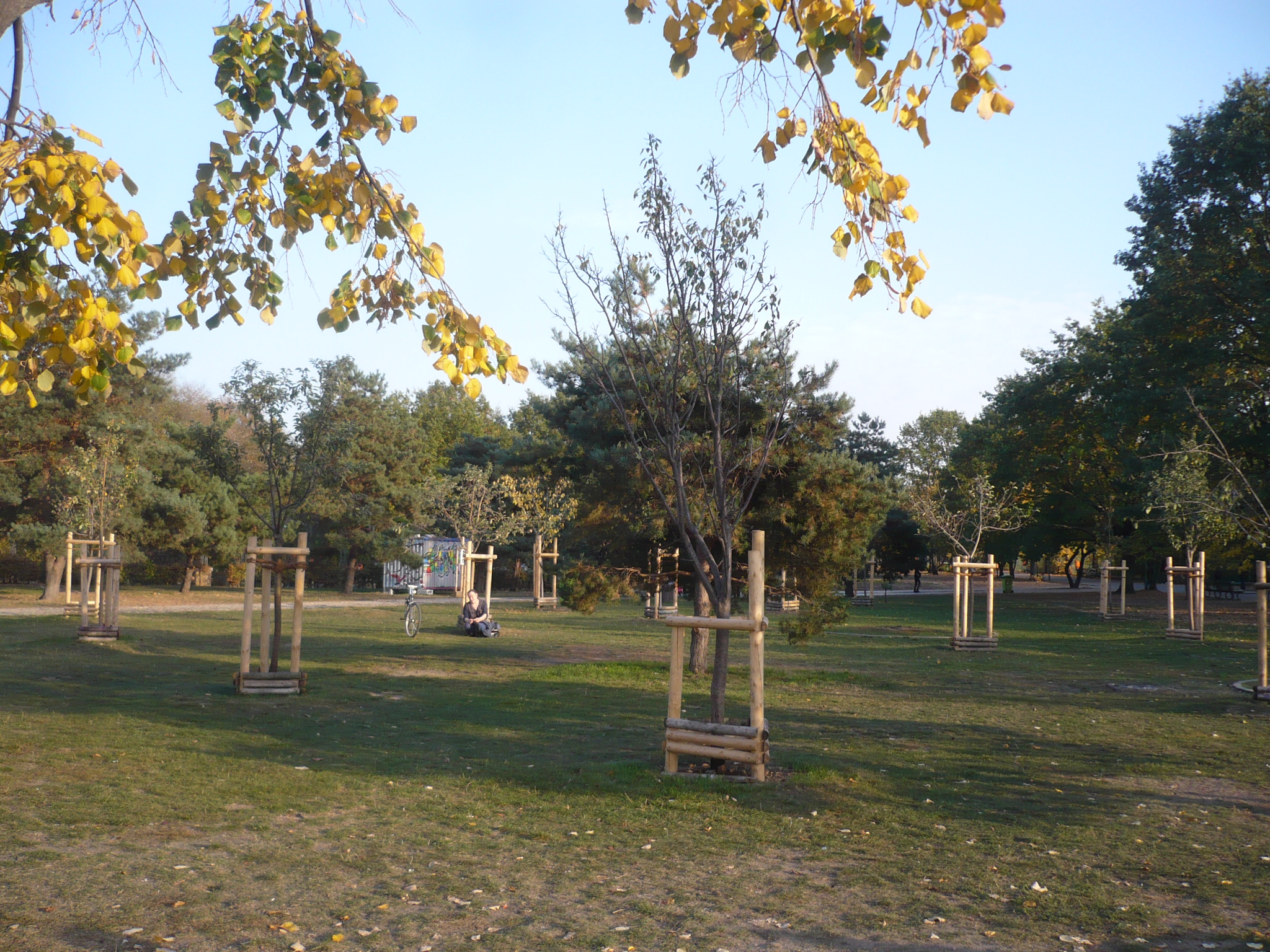
Streuobstwiese

Seit 2011 entsteht in der Mitte des Parks, östlich des Rondells, eine Streuobstwiese mit Apfel- und Birnbäumen sowie Reineclauden. Insgesamt waren es nach der dritten Pflanzung Anfang April 2013 rund 26 Bäume. Zum Gedenken an den im April 2013 verstorbenen Kreuzberger Schauspieler Eralp Uzun pflanzten Familienangehörige und Freunde im Mai 2013 einen weiteren Baum auf die Wiese. Diese Obstbaumwiese hatten die Kiezwandler ins Leben gerufen, eine lokale Gruppe der Transition-Town-Bewegung, mit Unterstützung vom Grünflächenamt des Bezirks. Engagierte Anwohner pflegen die Streuobstwiese in freiwilliger Arbeit. Die spätere Ernte soll wie bei einer Allmende für alle Besucher frei sein.

## Kriminalitätsbelasteter Ort
Der Görlitzer Park wird gemeinsam mit dem Wrangelkiez von der Berliner Polizei als Kriminalitätsbelasteter Ort geführt. Von 2021 bis August 2023 registrierte die Berliner Polizei im Görlitzer Park insgesamt etwa 4100 Straftaten, so viele wie in allen anderen Berliner Parks zusammen. 2022 stellte die Polizei 1.567 Straftaten im Park fest, darunter rund 700 Fälle von Drogenhandel, knapp 300 Fälle von Verstößen gegen das Aufenthaltsrecht von Ausländern, rund 160 Fälle von Diebstahl, 100 Fälle von Körperverletzungen, knapp 90 Fälle von Raubtaten wie Überfälle und sieben Sexualdelikte.
Der Görlitzer Park gilt als einer der größten Drogenumschlagplätze Berlins; immer wieder kam es dort zu gewaltsamen Zwischenfällen zwischen den Dealern und den Käufern mit Verletzten. Die Dealerszene entstand in Teilen des Parks im Laufe der 2000er Jahre. Seit Mai 2012 patrouilliert täglich eine aus Mitarbeitern von Polizei und Ordnungsamt zusammengesetzte permanente Streife. Die Probleme blieben jedoch bestehen.
Im November 2014 wurde die Arbeitsgruppe Taskforce Görlitzer Park, bestehend aus Polizei, Staatsanwaltschaft, Justizverwaltung, Ausländerbehörde und dem Bezirk Friedrichshain-Kreuzberg, zur Eindämmung der Drogenkriminalität um den Görlitzer Park eingerichtet. Als Ergebnis dieses Arbeitskreises wurde der Görlitzer Park umgestaltet. Zum Beispiel wurden Hecken und Sträucher, die als Drogenverstecke dienen könnten, weggeschnitten. Außerdem wurde die Polizeipräsenz stark erhöht.
Im März 2015 führte Innensenator Frank Henkel die Null-Toleranz-Regel ein. Dadurch konnten Konsumenten und Händler bereits bei einer geringen Menge strafrechtlich verfolgt werden. Das Drogenproblem konnte damit jedoch nicht beseitigt werden, da viele Drogenhändler auf andere Straßen, Parks und Stadtteile auswichen. Am 16. Oktober 2017 hob der rot-rot-grüne Senat das Verbot wieder auf; somit war es bis zu einer Menge von ca. 15 Gramm wieder straffrei, Cannabis im Görlitzer Park zu besitzen.
Am 21. Juni 2023 kam es zu einer mutmaßlichen Gruppenvergewaltigung, die viel Aufmerksamkeit in den Medien erregte. Als Reaktion auf diesen Vorfall, auf die insgesamt hohe Zahl der schweren Straftaten und auf den umfangreichen Drogenhandel erhoben mehrere Berliner Politiker, unter anderem Bürgermeister Kai Wegner, Forderungen, eine Polizeistation im Park zu errichten, einen Zaun um den Park zu bauen und ihn nachts zu schließen oder im Park eine dauerhafte oder anlassbezogene Videoüberwachung zu etablieren. Die Bezirksbürgermeisterin Clara Herrmann steht den Plänen kritisch gegenüber. Der Prozess um den Vorfall ist im Januar 2024 geplatzt, weil die Opferzeugin nicht vor Gericht erschien. Zweifel an den berichteten Umständen blieben aufgrund von widersprüchlichen Zeugenaussagen und einem Videobeweis, der die Einvernehmlichkeit der sexuellen Handlungen zeigen soll, bestehen.

## Planung eines Zauns
Bei einem Sicherheitsgipfel im September 2023 wurde verkündet, dass ein Zaun um den Park gebaut werden solle, damit er nachts abgeschlossen werden könne. Neben der Einzäunung an Stellen, wo keine Mauer steht, sollen die Eingänge mit Eisentoren und Drehkreuzen versehen werden. Im Park sollen Flutlichter installiert und Büsche und Sträucher gerodet werden. Der Berliner Senat rechnet mit Kosten von 1,9 Millionen Euro für den Zaunbau und 1,2 für die Beleuchtung. Außerdem sollen 800.000 Euro jährlich für Bewachung und Instandhaltung anfallen.
Diese Planung wurde vom schwarz-roten Berliner Senat beschlossen. Der grün regierte Bezirk Friedrichshain-Kreuzberg kritisierte die Pläne und weigerte sich, den Bau des Zauns umzusetzen. Unter anderem sah die Bezirksbürgermeisterin Clara Herrmann Probleme bei der Finanzierung und erklärte, dass sich die Kriminalität lediglich vom Park in den Wrangelkiez verlagern würde. „Der Bezirk wird keine Maßnahmen genehmigen, die die Bürger*innen in ihrer Nutzung einschränken“, heißt es in einem Statement von Herrmann und der Stadträtin Annika Gerold. Die Senatsumweltverwaltung berief sich auf das Eingriffsrecht und entzog dem Bezirk die Zuständigkeit für den Görlitzer Park, woraufhin der Bezirk Klage beim Verwaltungsgericht einreichte. Diese wurde abgelehnt mit der Begründung, dass das Land Berlin juristisch nicht gegen sich selbst vorgehen könne. Daraufhin legte der Bezirk Beschwerde beim Oberverwaltungsgericht Berlin-Brandenburg ein. Dieses Verfahren wird voraussichtlich im Herbst 2024 verhandelt.
Kritik gegen die abschließbare Umfriedung kam nicht nur vom Bezirk, sondern auch von Umwelt- und Verkehrsverbänden. So teilte der BUND Berlin mit, dass der Senat „Naturschutz nicht polizeilicher Sicherheitsarchitektur opfern“ solle. Der ADFC Berlin kritisierte die großen Umwege, die Fußgänger und Radfahrer bei nächtlicher Schließung auf sich nehmen müssten. Ein Besuch von Bürgermeister Wegner im Park im Januar 2024 wurde von etwa 200 Demonstranten gegen den Zaun begleitet. Bei einer Kundgebung „Free Görli – Rave Against The Zaun“ stellte die Band K.I.Z vor mehreren tausend Menschen ihr Album Görlitzer Park vor.
Im Jahr 2025 wurden die Bauarbeiten für Zaun und nächtliche Schließung ausgeschrieben; im Juni wurden an mehreren Eingängen Baustellen eingerichtet. Der Baufortschritt blieb zunächst überschaubar (am Eingang Görlitzer Straße/Görlitzer Ufer etwa nur Fundamentarbeiten), während die Initiative „Görli Zaunfrei“ den Prozess kritisch begleitete. Die Debatte war von scharfen Formulierungen und Ankündigungen zivilen Ungehorsams geprägt; Befürworter verwiesen auf Sicherheit, Gegner auf den freien Zugang zum Park. Im August 2025 organisierte der linksparteinahen Bildungsverein Helle Panke einen öffentlichkeitswirksamen Rundgang zur Geschichte und Gegenwart des Parks, bei dem u. a. Kritik an der Einzäunung geäußert wurde. Die Berliner Linke-Landesvorsitzende Kerstin Wolter kündigte dabei die Abschaffung des Zauns im Fall politischer Gestaltungsmöglichkeiten nach der Wahl 2026 an.

## Parkrat
Am 12. Juni 2018 wurde die Satzung des Parkrats Görlitzer Park unterzeichnet. Ziel des Parkrats ist es, zwischen unterschiedlichen Wahrnehmungen, Bedürfnissen und Interessen zu vermitteln. Zwischen dem 20. und 27. September 2018 fanden die ersten Wahlen statt. Insgesamt wurden in dieser Zeit 1248 Stimmen abgegeben und der erste Parkrat gewählt.

## In den Medien
- 2009 drehte der Schauspieler Volker Meyer-Dabisch eine Sommertags-Dokumentation über die Menschen im Görlitzer Park mit dem Titel Der Adel vom Görli.[42]
- Mehr als Gras: Der Görlitzer Park. Dokumentarfilm, Deutschland, 2014, 29 min, Buch und Regie: Simone Brannahl und Philipp Rückriem, Kamera: Guillermo Atocha Paris, Guido Kilbert, Guido Kulecki, Produktion: RBB, Reihe: Himmel und Erde, Erstsendung: 27. September 2014 beim RBB, Inhaltsangabe (Webarchiv) mit Online-Video vom RBB.
- Kiffer, Dealer, Coffeeshop. Cannabis-Hauptstadt Berlin. Fernseh-Reportage, Deutschland, 2014, 44 min, Buch und Regie: Julia Camerer und Torsten Mandalka, Produktion: rbb, Erstsendung: 17. September 2014 bei rbb, Inhaltsangabe (Webarchiv) von rbb.
Um den Drogenhandel im Görlitzer Park zu reduzieren, will der Bezirk Friedrichshain-Kreuzberg eine zeitlich befristete legalisierte Abgabe von Cannabis in Coffeeshops einführen.
- Im September 2023 veröffentlichte die Rap-Gruppe K.I.Z die Single „Görlitzer Park“, die Drogen, den Alltag von illegalisierten Geflüchteten und Racial Profiling im und um den Park behandelt. Das gleichnamige Album Görlitzer Park wurde am 21. Juni 2024 veröffentlicht und begleitet von einem Auftritt der Band bei einer Protestveranstaltung gegen den geplanten Zaunbau und eine nächtliche Schließung des Parks.[39]

## Kurzname und Sondernutzung
- Im Berliner Volksmund werden sowohl der Görlitzer Park als auch der heutige U-Bahnhof Görlitzer Bahnhof kurz „Görli“ genannt (vergleiche hierzu auch das Lied Görli, Görli von P.R. Kantate aus dem Jahr 2003).
- Im März 2018 beschloss das Bezirksamt Friedrichshain-Kreuzberg eine Erweiterung des Myfestes in den Görlitzer Park unter dem Motto MaiGörli.[43]